# École supérieure d'informatique, électronique, automatique
La École supérieure d'informatique, électronique, automatique è un'università francese, grande école d'Ingegneria istituita nel 1958, situata a Ivry-sur-Seine vicino al campus dell'Institut polytechnique des sciences avancées.

## Didattica
Si possono raggiungere i seguenti diplomi: 
- ingénieur ESIEA (ESIEA Graduate ingegnere Master)
- laurea specialistica, master specializzati (Mastère MS Spécialisé)
- BADGE.

## Centri di ricerca
La ricerca alla ESIEA è organizzata attorno a 4 poli tematici
- Digitale e sicurezza
- Interazioni Digital Salute Handicap
- Dati e robotica
- Arte e ricerca digitale